# João de Luxemburgo (1957)
João Félix Maria Guilherme (em francês: Jean Félix Marie Guillaume; Betzdorf, 15 de maio de 1957) é o segundo filho do grão-duque João de Luxemburgo, e da princesa Josefina Carlota da Bélgica. Ele tem uma irmã gêmea, a princesa Margarida. Seus padrinhos são o príncipe Félix de Parma e a princesa Margarida da Suécia, neta de Óscar II.
Em 26 de setembro de 1986, o príncipe João renunciou ao seu direito de sucessão ao trono luxemburguês.

## Educação e juventude
O príncipe João foi educado em Luxemburgo, na Suíça e na França, onde obteve seu baccalaureate. Ele então fez um curso de língua na Inglaterra.
Em 1977, João começou seu treinamento militar na Real Academia Militar de Sandhurst. Em 1979, foi feito capitão da Armada Luxemburguesa. Depois estudou na escola de negócios INSEAD, em Fontainebleau.

## Casamento e família
A 27 de maio de 1987, o príncipe João desposou a plebéia Hélène Vestur, que trabalha como juíza atualmente, em Paris. Sua esposa e seus filhos detém os títulos de conde e de condessa de Nassau. Posteriormente, receberam o título e o estilo de "Sua Alteza Real Príncipe e Princesa de Nassau". João e Hélène estão divorciados nos dias de hoje e têm quatro filhos:
- Marie-Gabrielle de Nassau, nascida em 8 de dezembro de 1986.
- Constantino de Nassau, nascido em 22 de julho de 1988.
- Venceslau de Nassau, nascido em 17 de novembro de 1990.
- Carlos João de Nassau, nascido em 15 de agosto de 1992.

O príncipe João trabalha no setor de água de Degrémont, que faz parte do Suez Environnement. Ele é presidente honorário da Câmara de Comércio Belgo-Luxemburguesa França.
Em 18 de março de 2009, casou-se com Jean Diane De Guerre, em uma cerimônia civil.